# Диплатинатриевропий
Диплатинатриевропий — бинарное неорганическое соединение, интерметаллид
платины и европия
с формулой Eu3Pt2,
кристаллы.

## Получение
- Сплавление стехиометрических количеств чистых веществ:

{\displaystyle {\mathsf {2Pt+3Eu\ {\xrightarrow {950^{o}C}}\ Eu_{3}Pt_{2}}}}

## Физические свойства
Диплатинатриевропий образует кристаллы
тригональной сингонии,
пространственная группа R 3,
параметры ячейки a = 0,9063 нм, c = 1,7270 нм, Z = 9,
структура типа диникельтриэрбия Er3Ni2
.
Соединение образуется по перитектической реакции при температуре 950°С .